# Земо-Бари
Земо-Бари (груз. ზემო ბარი) — село в Грузии, на территории Онского муниципалитета края (мхаре) Рача-Лечхуми и Нижняя Сванетия.

## География
Село находится в северной части Грузии, на берегах реки Барула (левый приток Риони), на расстоянии приблизительно 12 километров (по прямой) к юго-западу от города Они, административного центра муниципалитета. Абсолютная высота — 1207 метров над уровнем моря.

## Население
По результатам официальной переписи населения 2014 года, в Земо-Бари проживало 36 человек (17 мужчин и 19 женщин). В национальной структуре населения грузины составляли 100 %.
| Год  | Население, человек |
| ---- | ------------------ |
| 2002 | 79                 |
| 2014 | ↘ 36               |